# Christian Stebler
Christian Stebler, né le 23 avril 1981, est un fondeur et biathlète suisse. Il participe aux Jeux olympiques d'hiver de 2006 et y dispute en ski de fond le quinze kilomètres, le cinquante kilomètres et le relais, terminant respectivement vingt-neuvième, cinquantième et septième.
Il participe également à deux éditions des Championnats du monde de ski nordique, à Val di Fiemme en 2003, où il termine trente-septième du quinze kilomètres classique, et à Oberstdorf en 2005, où il termine cinquante-et-unième du quinze kilomètres libre et quarante-et-unième de la poursuite.
En 2008 il passe au biathlon et intègre l'équipe nationale en 2009. Il participe aux Championnats du monde de biathlon en 2011 à Khanty-Mansiïsk, terminant soixante-deuxième du sprint et quinzième avec le relais suisse, et  en 2012 à Ruhpolding où il se classe quarante-septième du sprint puis quarante-cinquième de la poursuite.